# Clepsidra (livro)
Clepsidra é um livro de poesia da autoria do escritor Camilo Pessanha, publicado em 1920, graças aos esforços de Ana e João de Castro Osório.  É considerado uma das obras mais influentes da poesia portuguesa moderna. Participando na estética do Simbolismo, Camilo Pessanha, por meio da publicação da Clepsidra, toma assento entre os grandes vultos da literatura.

## Composição
Publicado pela primeira vez em 1920, o livro original foi ampliado, posteriormente, pelo filho de Ana de Castro Osório, João de Castro Osório, ao acrescentar-lhe poemas que foram encontrados entretanto, geralmente composições que Pessanha oferecera a amigos. Essas edições foram publicadas em 1945, 1954 e 1969.
O livro, na edição aumentada João de Castro Osório,  é composto por quatro partes - Sonetos; Poesias; Versos Dispersos e Fragmentários; e Poemas Chineses Traduzidos. Estas quatro partes são acompanhadas de um prefácio e extensas dissertações e notas sobre a poesia de Pessanha, da autoria de João de Castro Osório.
O livro, o único publicado por Camilo Pessanha, reúne poemas compostos ao longo da vida do autor, que não os escrevia, mas sim mantinha na memória. Com  base nuns quantos passados a papel, quando o poeta se encontrava em Portugal, a pedido do jovem João Castro de Osório, então aluno de liceu, parente de Pessanha, iniciou-se a organização dos poemas numa antologia coerente.
Dezasseis das composições que constituem a Clepsidra já haviam sido publicadas no único número da revista Centauro, em que participavam Luís de Montalvor, Fernando Pessoa, Raul Leal e outros modernistas portugueses.

## Temas
A poesia de Camilo Pessanha, de uma rica, cuidada e musical versificação, transmite a reflexão sobre uma profunda crise existencial, de uma pessoa que deseja fugir, mas incapaz de se escapar a si própria, um completo desencanto, uma linguagem fragmentada, simbólica e metafórica, que o tornam um precursor do Modernismo.
Encontra-se nela a influência dos Simbolistas franceses, como Verlaine, Valéry, Mallarmé e de Baudelaire, com os quais compartilha a melancólica, a interpretação simbólica e fragmentada do mundo ("Quem poluiu, quem rasgou os meus lençóis de linho, / Onde esperei morrer, meus tão castos lençóis?"), tal como uma visão da realidade que o relaciona com o Decadentismo, tornando Pessanha num precursor de Mário de Sá-Carneiro e de Álvaro de Campos, pela abulia, pelo sentimento de desencanto e engano, pela fúria destrutiva, pela melancolia, que o levam a tentar aliviar a dor no consumo de ópio e, eventualmente, na morte, como se pode observar na "Canção da Partida": "Ao meu coração um peso de ferro / Eu hei de prender na volta do mar.  / Ao meu coração um peso de ferro... / Lançá-lo ao mar." ou no "Violoncelo":
Chorai arcadas 
Do violoncelo! 
Convulsionadas, 
Pontes aladas 
De pesadelo... 
De que esvoaçam, 
Brancos, os arcos... 
Por baixo passam, 
Se despedaçam, 
No rio, os barcos. 
Fundas, soluçam 
Caudais de choro... 
Que ruínas, (ouçam)! 
Se se debruçam, 
Que sorvedouro!... 
Trémulos astros, 
Soidões lacustres... 
- Lemes e mastros... 
E os alabastros 
Dos balaústres! 
Urnas quebradas! 
Blocos de gelo... 
- Chorai arcadas, 
Despedaçadas, 
Do violoncelo. 
Tem em especial consideração a fórmula de Verlaine "a música antes que tudo", que se traduz na perfeição formal dos poemas, inspirado nas formas francesas: o soneto parnasiano, a quadra de arte maior, o emprego do verso alexandrino e de outro versos com número par de sílabas, etc.